# Bande brillante

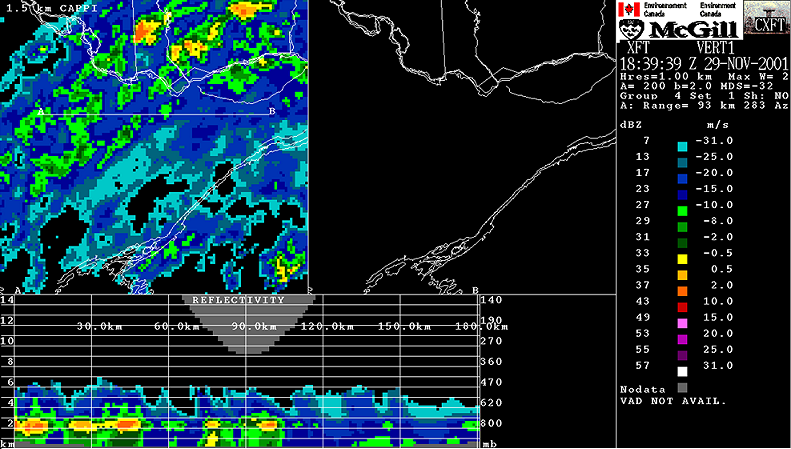
En haut, CAPPI de 1,5 km d'altitude montrent de forts échos radar, en jaune, parmi des échos plus faibles en vert. Dans la partie du bas, la coupe verticale à travers les données radar montre que ces intensités sont dues à la présence d'une zone de réflectivité plus intense se situant entre 1,5 km à 2,5 km d'altitude. Cette bande brillante est causé par de la neige fondante. (Source : Environnement Canada).

La bande brillante est une couche d'altitude où un radar météorologique observe une plus grande réflectivité des précipitations. Elle correspond à la zone de fusion des flocons de neige en gouttes de pluie, formant de la neige mouillée : en effet, la réflectivité dépend de l'efficacité de la phase (sa constante diélectrique) et la distribution en taille des précipitations. Elle est maximale au cours de la fusion, alors qu'existent encore de gros flocons de neige recouverts d'eau liquide, plus efficaces à refléter le signal radar que la glace.

## Principe
La bande brillante est une caractéristique de la pluie continue des latitudes moyennes, dite stratiforme, où les précipitations sont produites en altitude sous forme de neige dans une couche au-dessus du niveau de congélation. Elle se rencontre en été comme en hiver en autant que l'on ait passage de la température au-dessus du point de congélation au-dessus du sol, seule son altitude varie. On ne retrouve généralement pas de bande brillante avec les nuages convectifs, donnant les averses et les orages, ni dans les faibles précipitations comme la bruine car les hydrométéores y sont sous forme de gouttes d'eau qui restent en surfusion même si elles montent à une altitude où la température est sous le point de congélation. 

### Réflectivité
Le retour des cibles sondées par un radar météorologique est proportionnel au diamètre (D), au nombre (N) et à la constante diélectrique (K) des cibles en question. Ceci est vrai en autant que l'on reste dans le domaine d'application de diffusion Rayleigh, c'est-à-dire que le diamètre des cibles (pluie, flocons, etc.) soient beaucoup plus petits que la longueur d’onde du faisceau radar. C’est ce qu’on nomme la réflectivité (Z). Exprimé mathématiquement, on obtient :
{\displaystyle Z=|K|^{2}\int _{0}^{D_{\text{max}}}N_{0}e^{-\Lambda D}D^{6}\,{\text{d}}D\qquad {\begin{cases}{\text{Pour les flocons de neige, D est le  diam}}{\grave {e}}{\text{tre de la gouttelette provenant de la fonte}}\\|K|^{2}={\begin{cases}0,93\ {\text{(eau)}}\\0,24\ {\text{(neige)}}\end{cases}}\end{cases}}}
Ce Z est en mm6˙m-3, ce qui donne des unités plutôt inhabituelles. On doit normaliser pour obtenir la réflectivité équivalente {\displaystyle Z_{e}} que voit le radar, le rapport étalonné par un retour standard.
{\displaystyle Z_{e}=\left({\frac {Z}{Z_{0}}}\right)\qquad {\begin{cases}Z_{0}=1\,{\text{mm}}^{6}\cdot {\text{m}}^{-3}=le\ retour\ {\acute {e}}quivalent\ d'un\ volume\ rempli\ de\ gouttelettes\ avec\ D\ =1mm\\\end{cases}}}
La variation de diamètre et la constante diélectrique entre les différents types de précipitations (pluie, neige, bruine, grêle, etc.) est très grande et la réflectivité équivalente est donc exprimée en dBZ (10 fois le logarithme du rapport).

### Bande brillante

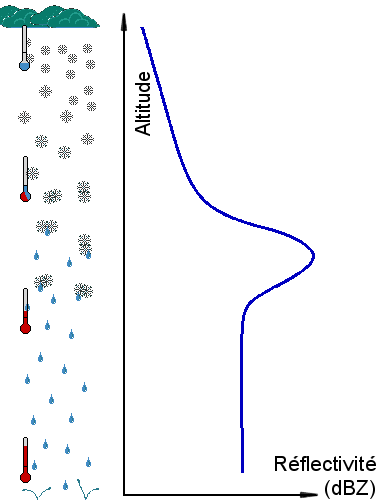
Variation de la réflectivité avec le passage des flocons de neige à la pluie sous le niveau du point de congélation

Si on regarde l'image de droite, on voit une situation où des flocons de neige en altitude tombent dans une couche où la température passe au-dessus du point de congélation ce qui les transforment en pluie. La courbe de réflectivité montre un pic dans la zone de fonte mais une intensité très similaire dans la neige et la pluie. Ce pic de réflectivité radar est ce qu'on nomme la bande brillante. Comment peut-on expliquer ce phénomène ?
Lorsque de la neige, en altitude, descend vers le sol et rencontre de l'air au-dessus du point de congélation, elle se transforme en pluie. Pour calculer la différence de réflectivité tout au long de ce processus, il faut donc évaluer ce qui se passe entre les flocons de neige qui tombent et les gouttes de pluie de même masse qui arrivent au sol, il faut prendre en compte les facteurs qui donnent leur réflectivité ({\displaystyle Z_{e}}) :
- Le diamètre relatif ;
- La constante diélectrique de chacun ;
- Leur concentration, reliée à leur vitesse de chute ;
- La collision entre les gouttes.

#### Réflectivité dans la pluie et la neige
Il y a une différence importante de diamètre entre un flocon et une goutte de pluie. En effet, le flocon de neige est essentiellement un cristal de glace comportant des branches multiples et beaucoup d'air. Une fois fondu, il ne reste que la petite masse d'eau qui le forme. Selon la différence de diamètre, le retour au radar devrait donc être très faible dans la pluie par rapport à la neige. Mais la constante diélectrique de la glace est beaucoup plus petite que celle de l'eau. Comme le retour est non seulement proportionnel au diamètre mais aussi à cette constante, il y a un effet compensatoire qui fait que les échos dans la neige et la pluie devraient être relativement égaux avec ces deux facteurs si la concentration était égale. 
Cependant, les flocons tombent à environ 1 m/s et la pluie à plus de 4 m/s. Les flocons auront donc une plus grande concentration par mètre cube que les gouttes de pluie qu'ils produisent. Cela devrait donner une plus grande réflectivité à la neige mais les gouttes de pluie entrant en collision en tombant forment de plus grosses gouttes et l'augmentation de diamètre affecte la réflectivité par un facteur 6 (une goutte doublant de diamètre a une réflectivité {\displaystyle 2^{6}} fois plus grande). 
En prenant en compte tous ces facteurs et en calculant la réflectivité de chacune de ces deux cibles, la différence théorique est d'environ 1,5 dBZ en faveur de la pluie. Donc on s'attend à ce que la réflectivité varie d'environ 1,5 dBZ entre une donnée radar prise dans la neige et une autre prise dans la pluie. C'est ce que montre le graphique entre les réflectivités dans la neige (en haut) et celles dans la pluie (en bas). 

#### Réflectivité dans la bande brillante
Cependant, il y a un rehaussement des réflectivités jusqu'à 6,5 dBZ à l'altitude où les flocons fondent. À ce niveau, nous avons affaire à des flocons de neige mouillée. Ils ont encore un diamètre important, se rapprochant de celui des flocons de neige, mais leur constante diélectrique s'approche de celle de la pluie et leur vitesse de chute n'a que légèrement augmenté. Nous avons alors les trois facteurs favorisant une plus grande réflectivité et il en résulte la zone qu'on appelle la bande brillante. 
Dans les données radar, sur les affichages PPI ou CAPPI, qui croisent ce niveau se remarque alors un rehaussement des intensités des précipitations qui n'est pas réel. L'intensité de cette bande brillante dépend du taux de précipitations et de la rapidité de la fonte, les différents facteurs se combinant d'une multitude de façons. Pour calculer les sections efficaces de Mie de cette neige mouillée, il faut introduire le facteur de Clausius-Mossoti {\displaystyle K_{nm}} suivant:
{\displaystyle K_{nm}={\frac {n_{nm}^{2}-1}{n_{nm}^{2}+2}}=p_{s}{\frac {n_{s}^{2}-1}{n_{s}^{2}+2}}+p_{l}{\frac {n_{l}^{2}-1}{n_{l}^{2}+2}}}
Où {\displaystyle n_{nm}^{2},} {\displaystyle n_{s}^{2}} et {\displaystyle n_{l}^{2}}  sont les indices de la neige mouillée, de la glace et de l'eau respectivement, et {\displaystyle p_{s}} et {\displaystyle p_{l}} les fractions du volume total occupé par l'eau liquide et solide  {\displaystyle (p_{s}+p_{l}=1).}

#### Bandes brillantes multiples
Dans certaines situations, il est possible d'observer plusieurs bandes brillantes, une au-dessus de l'autre. Cela signifie que l'on a affaire à une masse d'air ayant plusieurs niveaux de congélation. Dans ces cas, la neige fond seulement en partie en passant dans une mince couche au-dessus de zéro degré Celsius mais regèle ensuite dans une couche plus froide sous la première avant de finalement fondre près du sol dans une nouvelle couche d'air doux. On peut même avoir des situations où plus de deux bandes brillantes sont visibles quand le profil vertical de températures dans les précipitations se maintient près de zéro, mais passe plusieurs fois au-dessus et en dessus de cette température, entre le sol et le nuage. Les situations de neige roulée et de pluie verglaçante sont favorables à ce genre de situation. Par contre, dans le cas de grésil hivernal, qui est formé de flocons complètement fondus et regelés tombant rapidement, aucune bande brillante n'est souvent détectable.

## Effets

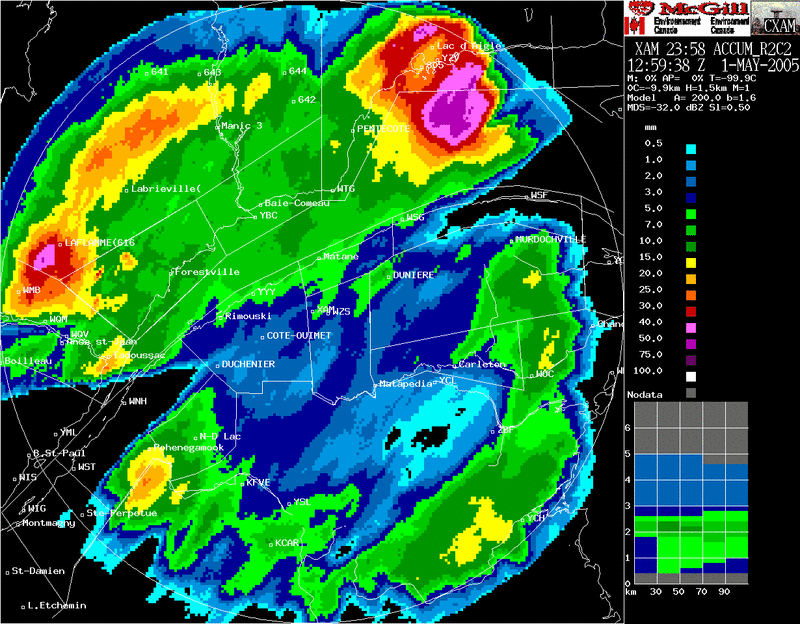
Cumul de 24 heures de la pluie selon le radar de l'est du Québec (Canada). Remarquez le beignet de plus fortes accumulations dû à la bande brillante (Source: Environnement Canada)

Ce qu'on obtient au sol est une quantité de précipitations, on veut trouver la relation entre la réflectivité équivalente que nous donne le radar et ce qu'on mesure. Le taux de précipitations (R) est égal au nombre de particules, leur volume et leur vitesse de chute (v[D]):
{\displaystyle R=\int _{0}^{D_{\text{max}}}N_{0}e^{-\Lambda D}(\pi D^{3}/6)v(D)\,{\text{d}}D}
On voit donc que Ze et R ont une formulation similaire et en résolvant les équations on arrive à une relation, dite Z-R, du type:
{\displaystyle \,Z_{e}=aR^{b}} {\displaystyle \qquad {\begin{cases}\end{cases}}}Où a et b dépendent du type de précipitations (pluie,neige, convective ou stratiforme) qui ont des {\displaystyle \Lambda }, K, N0 et v différents
Inconvénients
La présence d'une bande brillante dans les données des radars corrompt cette relation. Ainsi, le taux de précipitations est surestimé dans les endroits où le faisceau radar intercepte ce niveau, comme on peut voir dans l'image à droite. De plus, cette réflexion plus intense diminue la partie du signal qui reste après les précipitations. Cela mène à une perte d'intensité du signal de sondage après ces précipitations. Ceci est minime pour les longueurs d'onde de 10 cm ou plus mais peut être important pour celles plus courtes, menant à une sous estimation des précipitations se trouvant derrière les premières. 
Cette atténuation est également importante en télécommunications car les micro-ondes utilisées dans ce domaine subissent la même atténuation. Ainsi le passage d'une onde de 3 cm dans la bande brillante rencontre de trois à cinq fois plus de pertes que dans la pluie sous la bande.
Avantages
D'un autre côté, la présence d'une bande brillante dans les données radar permet de repérer le niveau de congélation s'il y a des précipitations. Ainsi une coupe verticale dans les données, comme l'image en haut de l'article, montre à quelle altitude la bande a son sommet et c'est environ à ce niveau que l'on retrouve le zéro degré Celsius. La même information se retrouve sur un PPI, soit l'affichage des données sur un angle d'élévation du radar, qui montre un beignet de réflectivités plus intense. Comme l'altitude sur ce type d'affichage augmente avec la distance au radar, la limite externe du beignet correspond plus ou moins au niveau de congélation.

## Corrections
Plusieurs techniques ont été développées pour filtrer cet artéfact des données radar. Si ce dernier sonde sur plusieurs angles d'élévation, on peut trouver le profil vertical de réflectivités. Ensuite on utilise les données au-dessus ou en dessous de ce niveau, en introduisant une correction pour la différence entre le taux en altitude et au sol, pour estimer le vrai taux de précipitations,,. 
Cependant, plus on s'éloigne du radar, plus sa résolution faiblit. La bande brillante ne remplit donc qu'une partie du volume sondé et devient de plus en plus difficile à trouver. De plus, la bande brillante n'augmente pas toujours par le même facteur les retours radars, elles dépend fortement du taux de précipitations et de la composition des celles-ci (proportions du mélange pluie-neige-grésil). Il faut donc introduire des facteurs correctifs qui en tiennent compte.